# 麥可·索羅卡
麥可·約翰·葛雷登·索羅卡（英語：Michael John Graydon Soroka，1997年8月4日—），為美國職棒大聯盟的投手，目前效力於芝加哥小熊，先前曾效力於勇士、白襪與國民等隊。他在2015年美國職棒大聯盟選秀的第一輪28順位被勇士隊選走，他於2018年登上大聯盟。2019年入選明星賽。

## 職業生涯

### 小聯盟
2015年，他從GCL勇士隊開季。他在那裡投了10局，防禦率1.80的成績後，就被拉上新人聯盟。2016年，他升上1A。他在1A拿下9勝9敗，防禦率3.02的成績。
2017年，他升上2A。他在2A拿下11勝8敗，防禦率2.75。他也在7月入選未來之星明星賽。2018年，他升上3A。

### 亞特蘭大勇士
2018年5月1日，索羅卡升上大聯盟。他主投6局失1分，送出5次三振。5月12日他因為右肩發炎而進入傷兵名單。6月27日，由於傷勢比預期嚴重，因此他轉入60天傷兵名單。7月時，原本報導指出索羅卡會在8月中開始進行投球練習。不過總教練表示索羅卡會缺席剩餘賽季。總計他出賽5場，2勝1敗，防禦率3.51。
2019年球季開打前，索羅卡就預計會進入勇士隊的先發輪值內。不過在春訓第一週時，索羅卡就公開表示他在1月自主訓練時還是會感到肩膀不適。最後索羅卡完全沒有在春訓出賽就被下放至小聯盟。4月18日，索羅卡完成該年的初登板，而他也成為國聯最年輕的先發投手。這一年索羅卡也順利入選明星賽，成為勇士隊史上最年輕入選明星賽的球員。而這一年小羅納德·阿庫尼亞也入選明星賽，因此勇士成為史上第一支有兩名未滿22歲入選明星賽的選手的球隊。該年索羅卡先發29場比賽，並拿下13勝4敗，防禦率2.68的成績。他在國聯新人王票選僅次於「北極熊」彼特·阿隆索，最後他在賽揚獎票選排名第6。
2020年，隨著Julio Teherán離隊，索羅卡也擔任勇士隊的開幕戰先發投手，並成為隊史最年輕的開幕戰先發投手。而他也在開幕戰主投6局無失分。8月3日，索羅卡在一次往一壘補位時不慎撕裂阿基里斯腱，造成他該年球季報銷。這季他只主投13.2局，拿下0勝1敗，防禦率3.95的成績。

## 外部連結
- 麥克·索羅卡在美國職棒官網（英语）
- 麥克·索羅卡在Baseball-Reference.com（大聯盟）（英语）
- 麥克·索羅卡在Baseball-Reference.com（小聯盟以及海外聯盟）（英语）
- 麥克·索羅卡在ESPN（MLB）（英语）
- 麥克·索羅卡在FanGraphs.com（英语）
- 麥克·索羅卡在Retrosheet（英语）
- 麥克·索羅卡在The Baseball Cube（英语）
- 麥可·索羅卡的Instagram帳戶